# Honneurs du Louvre
Les Honneurs du Louvre sont une distinction honorifique accordée à la cour de France aux XVIIe et XVIIIe siècles.
Les honneurs du Louvre consistent notamment au droit d’entrer en carrosse ou en chaise à porteurs dans la cour d’une maison royale, à être traité de cousin, c'est-à-dire que le roi s'adressait au bénéficiaire de cet honneur en l'appelant mon cousin, et le droit pour les femmes d'avoir un tabouret chez la reine, ainsi que le droit d'avoir un carreau (coussin) lors des messes célébrées en présence du souverain.
Ces distinctions honorifiques étaient accordées aux princes du sang, aux princes étrangers, aux pairs de France, aux cardinaux, aux grands officiers de la couronne, aux grands d'Espagne après 1705, aux ducs de France, aux ducs titulaires créés par Jacques II d'Angleterre dans son exil à Saint-Germain, ainsi qu'à d'autres nobles, généralement issus des familles de pairs de France. 
Le duc de Saint-Simon voit dans le fait que cet honneur ait été, par exemple, accordé au chancelier de l'ordre du Saint-Esprit par Henri IV, une manifestation précoce de l'entropie qui ronge les rangs de la noblesse et provoque leur déchéance progressive : « Ces honneurs du Louvre ne sont rien autre chose que le privilège d'entrer dans son carrosse, ou en chaise avec des porteurs de sa livrée, dans la cour réservée où il n'entre que les carrosses et les porteurs en livrée des gens titrés. ». De fait les bénéficiaires seront sans cesse plus nombreux.
Les honneurs du Louvre sont distincts et supérieurs aux honneurs de la Cour, autre distinction de l'Ancien Régime.